# Listă de conducători de stat din 1273
1269 - 1270 - 1271 - 1272 - 1273 - 1274 - 1275 - 1276 - 1277
Aceasta este o listă a conducătorilor de stat din anul 1273:

## Europa
- Ahaia: Guillaume al II-lea de Villehardouin (principe, 1246-1278) și Carol I (principe, 1267/1268-1285; totodată, conte de Anjou, 1232-1285; totodată, rege al Siciliei, 1265-1282; ulterior, rege titular al Ierusalimului, 1277-1285; ulterior, rege al Neapolelui, 1282-1285)
- Anglia: Eduard I (rege din dinastia Plantagenet, 1272-1307)
- Anjou: Carol I (conte din dinastia Capețienilor, 1232-1285; ulterior, rege al Siciliei, 1265-1282; ulterior, principe de Ahaia, 1267/1268-1285; ulterior, rege titular al Ierusalimului, 1277-1285; ulterior, rege al Neapolelui, 1282-1285)
- Aragon: Iacob I Cuceritorul (rege din dinastia de Barcelona, 1213-1276)
- Austria: Ottokar al II-lea (duce din dinastia Premysl, 1251-1276; totodată, rege al Cehiei, 1253-1278)
- Bavaria Inferioară: Henric I (al XIII-lea) (duce din dinastia de Wittelsbach, 1255-1290; anterior, duce de Bavaria, 1253-1255)
- Bavaria Superioară: Ludovic al II-lea cel Aspru (duce din dinastia de Wittelsbach, 1255-1294: anterior, duce de Bavaria, 1253-1255)
- Bizanț: Mihail al VIII-lea (împărat din dinastia Paleologilor, 1261-1282)
- Bosnia: Prijezda I (ban din dinastia Kotromanic, cca. 1250-după 1278)
- Brabant: Ioan I Cuceritorul (duce, 1261-1294)
- Brandenburg: Otto al IV-lea (margraf din dinastia Askaniană, 1267-1308), Johann al II-lea (margraf din dinastia Askaniană, 1267-1281) și Konrad (margraf din dinastia Askaniană, 1267-1304)
- Bretagne: Ioan I cel Roșcovan (duce, 1237-1286)
- Bulgaria: Constantin Tich (țar, 1257-1277)
- Burgundia: Robert al II-lea (duce din dinastia Capețiană, 1272-1306)
- Castilia: Alfonso al X-lea cel Înțelept (rege, 1252-1284; ulterior, rege al Germaniei, 1257-1275)
- Cehia: Premysl al II-lea Otakar (rege din dinastia Premysl, 1253-1278; totodată, duce de Austria, 1251-1276)
- Champagne: Henric al III-lea cel Gras (conte din casa de Blois-Champagne, 1270-1274; totodată, rege al Navarrei, 1270-1274)
- Cipru: Hugues al III-lea (rege din dinastia de Antiohia-Lusignan, 1267-1284; ulterior, rege al Ierusalimului, 1269-1284)
- Constantinopol: Balduin al II-lea de Courtenay (împărat titular, 1261-1273; anterior, împărat, 1240/1228-1261) și Filip de Courtenay (împărat titular, 1273-1283)
- Danemarca: Erik al V-lea Klipping (rege din dinastia Valdemar, 1259-1286)
- Epir: Nikefor I Anghelos Ducas (despot din dinastia Anghelos, 1271-1296)
- Ferrara: Obizzio al II-lea (senior din casa d'Este, 1264-1293; ulterior, senior de Modena, 1288-1293)
- Flandra: Margareta de Constantinopol (contesă din dinastia de Hainaut, 1244-1278; totodată, contesă de Hainaut, 1244-1280)
- Franța: Filip al III-lea cel Îndrăzneț (rege din dinastia Capețiană, 1270-1285)
- Germania: Alfonso cel Înțelept (rege din dinastia de Burgundia, 1257-1275; totodată, rege al Castiliei, 1252-1284) și Rudolf I (rege din dinastia de Habsburg, 1273-1291; ulterior, duce de Austria, 1274-1281/1282)
- Gruzia: Dimitrie al II-lea cel Devotat (1273-1289)
- Gruzia, statul Imeretia: David I (rege din dinastia Bagratizilor, 1258-1293; anterior, rege al Gruziei, 1250-1258)
- Hainaut: Margareta de Constantinopol (contesă din casa de Flandra, 1244-1280; totodată, contesă de Flandra, 1244-1278)
- Halici-Volânia: Lev I Danilovici (cneaz, 1264-1301), Mstislav Danilovici (cneaz, 1264-1300) și Vladimir (sau Ivan) Vasilkovici (cneaz, 1269-1287)
- Hoarda de Aur: Mengu (Mongke)-Temur (han din dinastia Batuizilor, 1266-1280)
- Kujawya: Ziemomysl (cneaz din dinastia Piasti, 1267-1287)
- Lituania: Traidenis (mare duce, cca. 1270-1282)
- Lorena Superioară: Ferry al III-lea (duce din casa Lorena-Alsacia, 1250-1303)
- Luxemburg: Henric al III-lea (conte, 1247-1281)
- Mazovia: Konrad al II-lea (cneaz din dinastia Piasti, 1262-1294)
- Montferrat: Guglielmo al V-lea cel Mare (marchiz din casa lui Aleramo, 1253-1290/1292; ulterior, senior de Milano, 1278-1282)
- Nasrizii: Abu Abdallah Muhammad I al-Ghalib bi-llah ibn Iusuf ibn Nasr (emir din dinastia Nasrizilor, 1232-1273) și Abu Abdallah Muhammad al II-lea al-Fakih ibn Muhammad (I) (emir din dinastia Nasrizilor, 1273-1302)
- Navarra: Henric I cel Gras (rege din dinastia de Champagne, 1270-1274; totodată, conte de Champagne, 1270-1274)
- Norvegia: Magnus al VI-lea Haakonsson (rege, 1263-1280)
- Olanda: Floris al V-lea (conte, 1256-1296)
- Ordinul teutonic: Anno von Sangerhausen (mare maestru, 1257-1274)
- Polonia Mare: Boleslaw cel Pios (cneaz din dinastia Piasti, 1239-1279)
- Polonia Mică: Boleslaw al V-lea cel Sfios (cneaz din dinastia Piasti, 1227/1243-1279)
- Portugalia: Afonso al III-lea (rege din dinastia de Burgundia, 1248-1279)
- Reazan: Fedor I Romanovici (mare cneaz, 1270-1294)
- Savoia: Filip I (conte, 1268-1286)
- Saxonia: Albrecht al II-lea (duce din dinastia Askaniană, 1260-1298)
- Saxonia: Henric al III-lea cel Ilustru (margraf din dinastia de Wettin, 1221-1288)
- Scoția: Alexandru al III-lea (rege, 1249-1286)
- Serbia: Ștefan Uroș (rege din dinastia Nemanja, 1243-1276)
- Sicilia: Carol I de Anjou (rege din dinastia de Anjou, 1265-1282; totodată, conte de Anjou, 1232-1285; totodată, principe de Ahaia, 1267/1268-1285; totodată, rege titular al Ierusalimului, 1277-1285; ulterior, rege al Neapolelui, 1282-1285)
- Spoleto: Berthold de Urslingen (duce, 1251-1276) și Rainald de Urslingen (duce, 1223-1230, 1251-1276)
- Statul papal: Grigore al X-lea (papă, 1271/1272-1276)
- Suedia: Valdemar Birgersson (rege din dinastia Folkung, 1250-1275)
- Suzdal: Iuri Andreievici (cneaz, 1264-1279)
- Transilvania: Nicolae Geregye (voievod, 1263-1270, 1272-1273, 1273-1274) și Ioan (voievod, 1273)
- Tver: Sveatoslav Iaroslavici (cneaz, 1271-după 1282 și înainte de 1285)
- Țara Românească: Litovoi (voievod, înainte de 1247-1277 sau 1279)
- Ungaria: Ladislau al IV-lea (rege din dinastia Arpadiană, 1272-1290)
- Veneția: Lorenzo Tiepolo (doge, 1268-1275)
- Vladimir: Vasili Iaroslavici (mare cneaz, 1272-1276)

## Africa
- Benin: Ewedo (obba, cca. 1255-cca. 1280)
- Califatul abbasid (Egipt): Abu'l-Abbas Ahmad al-Hakim I ibn al-Hassan ibn Ali ibn Abu Bakr ibn al-Hussain ibn ar-Rașid (calif din dinastia Abbasizilor, 1262-1302)
- Ethiopia: Tasta Iyasus (Yekuno Amlak) (rege, 1270-1285)
- Hafsizii: Abu Abdallah Muhammad ibn Iahia (I) (al-Mustansir bi-llah) (emir din dinastia Hafsizilor, 1249-1277; calif, din 1253)
- Kanem-Bornu: Dari de Kalinwa (sultan, cca. 1262-cca. 1281)
- Mali: Wati (rege din dinastia Keyta, cca. 1270-cca. 1274)
- Mamelucii: az-Zahir Rukn ad-Din Baibars I al-Bundukdari (sultan din dinastia Bahrizilor, 1260-1277)
- Marinizii: Abu Iusuf Iakub ibn Abd al-Hakk (emir din dinastia Marinizilor, 1258-1286)

## Asia

### Orientul Apropiat
- Antiohia: Bohemond al VI-lea (principe titular, 1268-1275; anterior, principe, 1252-1268)
- Armenia Mică: Leon al III-lea (sau al II-lea) (rege din dinastia Hetumizilor, 1269-1289)
- Ayyubizii din Hisn Kaifa și Amid: al-Malik al-Muahhid Taki ad-Din Abdallah ibn Turanșah al IV-lea (sultan din dinastia Ayyubizilor, 1249-1283)
- Bizanț: Mihail al VIII-lea (împărat din dinastia Paleologilor, 1261-1282)
- Bizanț, Imperiul de Trapezunt: Gheorghe (împărat din dinastia Marilor Comneni, 1267-1280)
- Cipru: Hugues al III-lea (rege din dinastia de Antiohia-Lusignan, 1267-1284; ulterior, rege al Ierusalimului, 1269-1284)
- Hulaguizii (Ilhanii): Abaka (ilhan, 1265-1282)
- Ierusalim: Hugues de Antiohia-Lusignan (rege din dinastia de Antiohia-Lusignan, 1269-1284; totodată, rege al Ciprului, 1267-1284)
- Mamelucii: az-Zahir Rukn ad-Din Baibars I al-Bundukdari (sultan din dinastia Bahrizilor, 1260-1277)
- Selgiucizii din Konya: Ghias ad-Din Kai-Khusrau al III-lea ibn Kilic Arslan (IV) (sultan din dinastia Selgiucizilor, 1265-1281)

### Orientul Îndepărtat
- Birmania, statul Arakan: Minbilu (rege din dinastia de Launggyet, 1272-1276)
- Birmania, statul Pagan: Narathihapate (rege din dinastia Constructorilor de Temple, 1254-1287)
- Cambodgea, Imperiul Kambujadesa (Angkor): Jayavarman al VIII-lea (împărat din dinastia Mahidharapura, 1243-1295)
- Cambodgea, statul Tjampa: Indravarman al V-lea (rege din cea de a unsprezecea dinastie, 1265?-?)
- China: Duzong (împărat din dinastia Song de sud, 1265-1274)
- China: Shizu (Kubilai) (împărat din dinastia Yuan, 1260-1294)
- Ciaghataizii: Buka (Tuka) Temur (han, 1272-cca. 1291)
- Coreea, statul Koryo: Wonjong (Wang Sik) (rege din dinastia Wang, 1260-1274)
- Hoarda de Aur: Mengu (Mongke)-Temur (han din dinastia Batuizilor, 1266-1280)
- India, statul Chola: Rajendra al IV-lea (rege, 1246-1279)
- India, statul Delhi: Ghias ad-Din Ulugh Han Balban (sultan din dinastia Muizzilor, 1266-1287)
- India, statul Hoysala de nord: Narasimhadeva al III-lea (rege, 1254-1291)
- India, statul Hoysala de sud: Ramanatha (rege, 1254-1295)
- Japonia: Kameyama (împărat, 1259-1274), Koreyasu (principe imperial, 1266-1280) și Tokimune (regent din familia Hojo, 1256-1284)
- Kashmir: Lakșmanadeva (rege din dinastia Vopyadeva, 1252-1286)
- Mongolii: Kubilai (mare han, 1260-1294)
- Nepal, în Bhadgaon: Anandamalla (rege din dinastia Malla, cca. 1255-1280)
- Nepal, în Patan: Jayasimhamalla (Jayasthamalladeva) (rege din dinastia Malla, 1271-1274)
- Nepal, în Purang: Așokamalla (rege din dinastia Malla, cca. 1251/1274)
- Sri Lanka: Vijayabahu al IV-lea (Bosat) (rege din dinastia Silakala, 1270/1271-1272/1273) și Bhuvanekabahu I (Lokekabahu) (rege din dinastia Silakala, 1272/1273-1283/1284)
- Sri Lanka, statul Jaffna: Kulottunga Segarajasekaran al II-lea (rege, 1256-1279)
- Thailanda, statul Sukhotai: Ban Muang (rege, ?-1279) (?)
- Vietnam, statul Dai Viet: Tran Tranh-tong (rege din dinastia Tran timpurie, 1258-1277)